# 파트리크 오르틀리프
파트리크 오르틀리프(독일어: Patrick Ortlieb, 1967년 5월 20일~)는 오스트리아의 은퇴한 알파인 스키 선수이다. 1992년 동계 올림픽 남자 활강 부문에서 금메달을 획득하였으며, 알파인 스키 월드컵에서 회전 부문 종합 우승 1회를 달성했다.